# Andronik III Wielki Komnen
Andronik III Wielki Komnen (ur. ok. 1310, zm. 1332) – cesarz Trapezuntu od 1330 do 1332 roku. 

## Życiorys
Był najstarszym synem cesarza Aleksego II Komnena i gruzińskiej księżniczki Dżiadżak Dżakeli. Panował jedynie przez 20 miesięcy. 